# Elattoneura nihari
Elattoneura nihari – gatunek ważki z rodziny pióronogowatych (Platycnemididae). Znany jedynie z jednego okazu – samca zebranego w 1971 roku w Chhindwara w środkowych Indiach.